# Laurent de Cantorbéry
Vous lisez un « bon article » labellisé en 2018.
Pour les articles homonymes, voir Laurent et saint Laurent.
Laurent de Cantorbéry (Laurence ou Lawrence en anglais, Laurentius en latin), est un prélat chrétien, mort le 2 février 619. Membre de la mission grégorienne envoyée en Angleterre pour convertir les Anglo-Saxons au christianisme, il devient le deuxième archevêque de Cantorbéry après Augustin, le chef de la mission, mort entre 604 et 609.
Durant son archiépiscopat, Laurent s'efforce en vain d'amener les évêques de l'Église celtique à adopter les coutumes romaines. Il est également confronté à une réaction païenne dans le royaume de Kent après la mort du roi Æthelberht, son premier souverain chrétien, en 616. Le fils et successeur d'Æthelberht, Eadbald, finit par adopter à son tour la religion chrétienne. Sa conversion est généralement attribuée à Laurent, mais elle pourrait s'être produite après sa mort.
Laurent est révéré comme un saint après sa mort. Il est fêté le 3 février. Son successeur à Cantorbéry est Mellitus, un autre membre de la mission grégorienne.

## Biographie

### Missionnaire
Laurent est moine à Rome lorsqu'il est choisi pour participer à la mission grégorienne envoyée par le pape Grégoire le Grand pour convertir les Anglo-Saxons au christianisme,. La première vague de missionnaires, menée par Augustin, débarque sur l'île de Thanet, dans le royaume de Kent, en 597,. Laurent en fait très probablement partie, bien que certaines sources considèrent que Laurent n'arrive qu'avec le deuxième groupe de missionnaires, en 601,.
D'après Bède le Vénérable, Augustin renvoie Laurent en Italie après la conversion du roi Æthelberht de Kent. Il est chargé de mettre le pape au courant de ce succès, et de lui remettre une lettre comprenant des questions auxquelles Augustin, qui est devenu le premier archevêque de Cantorbéry, souhaite que Grégoire réponde. Accompagné de Pierre, un autre missionnaire, Laurent se met en route à une date inconnue après juillet 598 et revient en Angleterre en juin 601, accompagné de Mellitus et du deuxième groupe de missionnaires. Il rapporte les réponses du pape aux questions d'Augustin, un document reproduit par Bède dans son Histoire ecclésiastique du peuple anglais et connu sous le nom de Libellus responsionum. Grégoire adresse également une lettre à Berthe, l'épouse d'Æthelberht, pour la remercier de son rôle dans la conversion de son mari. Le pape indique que « Laurent le prêtre » lui en a fait le récit.

### Archevêque

Carte des peuples de Grande-Bretagne à l'époque de Laurent, au début du VIIe siècle.

Laurent succède à Augustin comme archevêque de Cantorbéry à sa mort, survenue un 26 mai entre 604 et 609. Craignant l'effet que sa disparition pourrait avoir sur l'œuvre des missionnaires,, Augustin décide de sacrer Laurent son successeur avant sa mort, au mépris du droit canonique. Laurent ne reçoit jamais le pallium, ce qui suggère que la papauté ne le considère pas comme archevêque de plein droit. Bède compare la décision d'Augustin à celle de Pierre sacrant Clément évêque de Rome de son vivant. Le théologien J. Robert Wright voit dans cette comparaison une critique voilée des pratiques de l'Église à son époque.
En 610, Laurent envoie Mellitus à Rome pour solliciter des conseils du pape Boniface IV. Durant son séjour, Mellitus assiste à un synode dont il rapporte les décrets en Angleterre à son retour, plus tard la même année, avec des lettres du pape à l'archevêque. Laurent consacre l'église du monastère fondé par Augustin à Cantorbéry en 613 et la dédie à saint Pierre et saint Paul.
Laurent exhorte les Scots d'Irlande et les Bretons de Grande-Bretagne à adopter le calcul de la date de Pâques préconisé par l'Église romaine. Bède le Vénérable reproduit dans son Histoire ecclésiastique une lettre en ce sens adressée aux évêques et abbés d'Irlande par Laurent, Mellitus et Juste. Les différends entre les deux Églises sont tels que l'évêque irlandais Dagán refuse de partager le repas ou le toit de Laurent. Au-delà des désaccords religieux, il semble clair que les prélats irlandais ne souhaitent pas se soumettre à l'autorité de Rome et de Cantorbéry.

### Réaction païenne

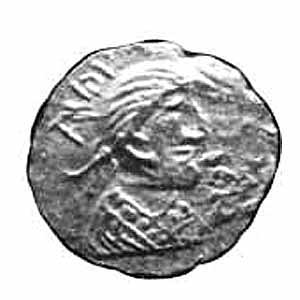
Une pièce frappée sous le règne d'Eadbald.

La principale crise de l'épiscopat de Laurent se produit après la mort d'Æthelberht, en 616. Son fils et successeur Eadbald abandonne le christianisme au profit du paganisme anglo-saxon. Ce geste constitue peut-être un désaveu de la politique pro-franque de son père. L'opposition de Laurent à son remariage avec la veuve de son père a sans doute également contribué à sa décision. Il s'ensuit une véritable réaction païenne qui contraint plusieurs missionnaires, dont Mellitus et Juste, à fuir la Grande-Bretagne. En revanche, Laurent ne quitte pas le Kent et parvient à convaincre Eadbald d'embrasser à nouveau la foi chrétienne.
Bède attribue la reconversion d'Eadbald à un miracle. D'après son Histoire ecclésiastique, Laurent aurait été tenté de fuir l'Angleterre, comme Mellitus et Juste, mais il en aurait été dissuadé par saint Pierre, qui lui serait apparu en rêve pour le morigéner et le châtier. Les marques de fouet laissées par cette correction seraient réellement apparues sur la peau de Laurent et auraient convaincu Eadbald de redevenir chrétien,. Pour l'historienne du christianisme Benedicta Ward, Bède présente la souffrance de Laurent comme un rappel de la souffrance du Christ et comme un exemple pouvant mener à la conversion. David Farmer considère ce récit comme un mélange de l'histoire du Quo vadis ? et d'un passage d'une lettre de Jérôme.
Bède laisse cependant entendre que la mort des rois des Saxons de l'Est païens qui avaient chassé Mellitus de Londres a pu convaincre Laurent de ne pas fuir. Alcuin, qui écrit au VIIIe siècle, indique que Laurent était « censuré par l'autorité apostolique », ce qui pourrait indiquer que le pape Adéodat Ier lui a ordonné de rester en Grande-Bretagne. Il est plausible qu'il ait usé de l'influence franque sur le Kent pour convaincre Eadbald d'abandonner le paganisme.
Certains historiens remettent en question le récit de Bède. D. P. Kirby propose une chronologie alternative dans laquelle la conversion d'Eadbald prend place en 624 et n'est pas le fait de Laurent, mais de Juste, qui est devenu archevêque de Cantorbéry la même année. Son argumentaire repose principalement sur une lettre du pape Boniface V à Juste datant de 624 dans laquelle il se félicite de la récente conversion d'un roi nommé Aduluald. Selon cette reconstitution, la réaction païenne aurait duré plusieurs années, soit bien davantage que ce que laisse entendre Bède. Barbara Yorke suggère quant à elle que cet Aduluald n'est pas Eadbald, mais un hypothétique roi Æthelwald qui aurait partagé le pouvoir avec lui. Selon elle, Laurent aurait bien converti Eadbald, mais Æthelwald l'aurait été par Juste.

### Mort et postérité

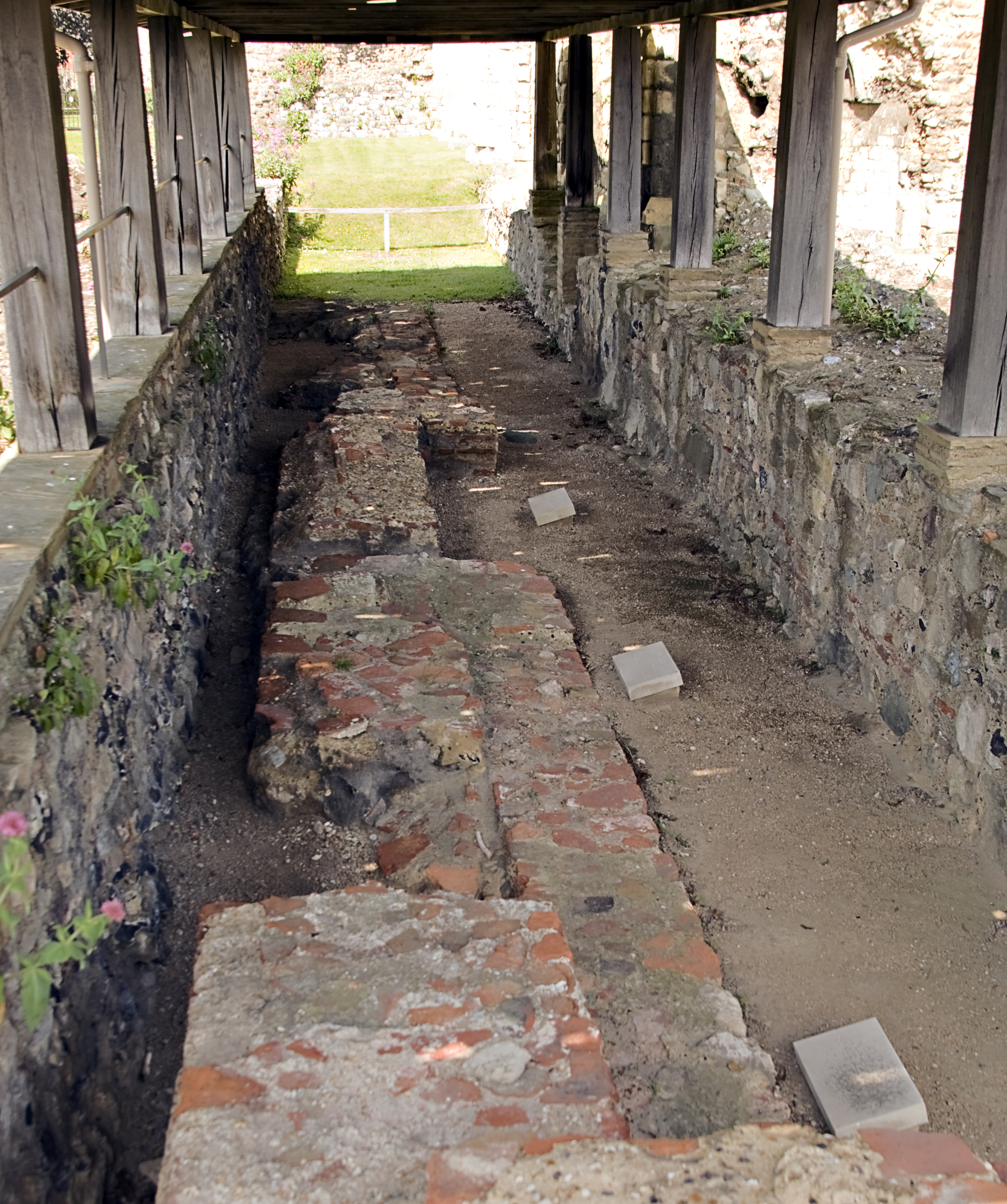
Les tombes des archevêques Mellitus, Juste et Laurent à l'abbaye Saint-Augustin de Cantorbéry.

Laurent meurt le 2 février 619 et Mellitus lui succède à la tête de l'archevêché. Il est enterré à l'abbaye Saint-Pierre-et-Saint-Paul de Cantorbéry. Après sa mort, il est considéré comme un saint et fêté le 3 février. Sa fête figure dans le missel de Stowe, rédigé vers 800. Ses reliques, transférées dans la nouvelle abbaye Saint-Augustin en 1091, sont placées dans la chapelle axiale de l'église abbatiale, à côté de celles de son prédécesseur Augustin. Cette translation est célébrée le 13 septembre. Quelques années après cette translation, le moine Goscelin rédige une hagiographie de Laurent qui reprend en grande partie les informations fournies par Bède.